# Lygropia polytesalis
Lygropia polytesalis là một loài bướm đêm trong họ Crambidae.